# Афанасий (Петриев)
Архимандрит Афанасий (в миру Алексей Петриев; ум. 1832) — архимандрит Донского монастыря Московской епархии Русской православной церкви и педагог грузинского происхождения.

## Биография
Афанасий Петриев был сначала протоиереем в городе Кизляре, затем директором Тифлисского благородного училища.

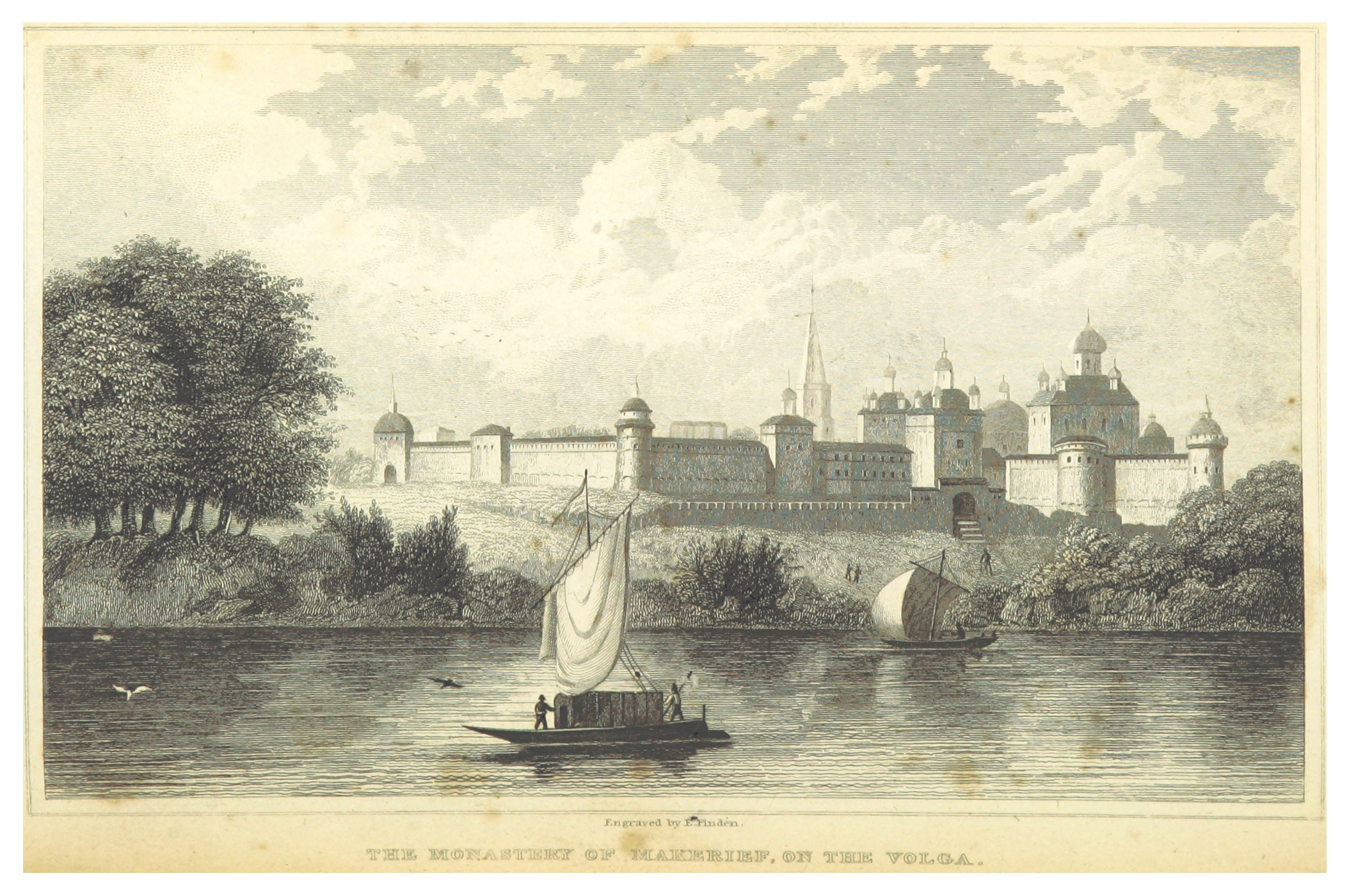
Желтоводский Макариев монастырь

После пострижения в монашество с именем Афанасия, он возведён был в сан архимандрита Макариева Желтоводского монастыря Нижегородской епархии.
В 1814 году Афанасий Петриев по указанию архиепископа Телавского Досифея был назначен настоятелем Квабтахевского монастыря в Грузии и членом Грузино-имеретинской синодальной конторы. По прибытии 15 апреля 1815 года в Тифлис Афанасий говорил на русском языке речь при открытии 8 мая синодальной конторы (речь эта была напечатана в «Северной пчеле» за 1815 год).
При реформе Грузино-имеретинского духовного управления Афанасий Петриев был деятельным помощником экзарха Грузии и весьма успешно действовал в Мингрелии. Правительство очень ценило его услуги России.
В 1821 году он возвратился в Россию настоятелем Московского Богоявленского монастыря. 23 июня 1823 года Афанасий Петриев был перемещен в Московский Донской Богородичный монастырь, где и скончался 17 октября 1832 года. Погребён у самого входа в Малый собор Донского монастыря под бронзовой плитой.